# Liste des sites Ramsar au Botswana
Cet article recense les zones humides du Botswana concernées par la convention de Ramsar.

## Statistiques
La convention de Ramsar est entrée en vigueur au Botswana le 9 avril 1997.
En janvier 2020, le pays compte un site Ramsar, couvrant une superficie de 55 374 km2.

## Liste
| Site                           | District               | Notes | Date              | Superficie (km²) | Altitude (m) | Identifiant Ramsar | Identifiant WDPA | Coordonnées                      | Photo |
| ------------------------------ | ---------------------- | ----- | ----------------- | ---------------- | ------------ | ------------------ | ---------------- | -------------------------------- | ----- |
| Système du delta de l'Okavango | District du Nord-Ouest |       | 12 septembre 1996 | 55 374,00        | 930 - 1 000  | 879                | 145516           | 19° 16′ 59″ sud, 22° 54′ 00″ est |       |